# Helina squalens
Helina squalens este o specie de muște din genul Helina, familia Muscidae. A fost descrisă pentru prima dată de Zetterstedt în anul 1838. Conform Catalogue of Life specia Helina squalens nu are subspecii cunoscute.